# Мери Френсис Лион
Мери Френсис Лион (Норич, 1925 - 25. децембар 2014) је била британска цитогенетичарка, шеф Одељења за генетику, Радиобиолошке јединица Савета за медицинска истраживања, Харвел, Енглеска.

## Епоними
Мери Френсис Лион је позната у медицинско науци по следећим епонимима:
Лионина хипотеза по којој је само један од два Х-хромозома генетски активан у женским ћелијама, око 16. дана ембрионалног развоја.
Лионизација процес формирања Баровог телашца, полног хроматина или бубањских штапић који су наеактивни X хромозом у облику лоптастог или пирамидалног телашца у једру телесних ћелија еукариота.

## Живот и каријера
Дипломирала је на универзитету Кембриџу 1946, а докторирала на истом универзитету 1948. године. Затим се придружила Единбургшкој групи основаној за проучавање генетски промена изазваних зрачењем, користећи експерименте мутагенезе на мишевима. Са овом групом се 1955. преселила у МРЦ радиобиолошку јединицу, Харвел, где је била на челу Генетичког одељења од 1962. до 1986.
Радећи на истраживању опасности од зрачења 1961. године открила је инактивацију Х-хромозома по којој је постала најпознатија у науци. Њено истраживање је омогућило да разумемо механизме генетске контроле Х-хромозома што објашњава одсуство симптома код бројних здравих жена које су носиоци болести повезаних са овим хромозомом (нпр. Дишенова мишићна дистрофија) Такође је урадила опсежна истраживања на т-комплексу миша,
Мери Френсис Лион је сарадница Краљевског друштва, инострана сарадница Националне академије наука САД и почасна чланица Америчке академије уметности и наука.

## Признања
- 1994. — награда Mauro Baschirotto Award за хуману генетику,
- 1997. — награда Wolf Prize за медицину, за хипотезу о случајној инактивацији Х-хромозома код сисара.
- 1997. — награда Amory Prize за генетска открића која се односе на полне хромозоме сисара.